# Paranoïa (album)
Pour les articles homonymes, voir Paranoïa (homonymie).
Albums de Nikolai Noskov
Blazh
(1998) Dyshou tishinoy
(2000)
Paranoïa (en russe Паранойя, Стёкла и бетон, Verre et de béton) est le deuxième album studio du musicien de rock russe Nikolai Noskov sorti en 1999.

## Historique
Ceci est le premier album du chanteur, qui a collaboré avec le poète Igor Brusencev. Les chansons Паранойя, Стёкла и бетон, Белая ночь et Я – Твой DJ sont chantées dans le genre de synthé-pop,. Les chansons Я тебя прошу, Снег, Счастливей сна et Как прекрасен мир sont chantées dans le genre trip-hop. La chanson Примадонна est la version de la deuxième des hommes de la chanson du même nom après Valery Meladze.

## Titre de l'album
| No  | Titre                                 | Durée |
| --- | ------------------------------------- | ----- |
| 1.  | Паранойя (Paranoïa)                   | 3:48  |
| 2.  | Стёкла и бетон (Stekla i beton)       | 4:00  |
| 3.  | Я тебя прошу (Ya tebya proshu)        | 4:01  |
| 4.  | Белая ночь (Belaya noch)              | 4:28  |
| 5.  | Снег (Sneg)                           | 4:27  |
| 6.  | Узнать тебя (Uznat' tebya)            | 3:56  |
| 7.  | Примадонна (Primadonna)               | 3:32  |
| 8.  | Счастливей сна (Schastlivey sna)      | 4:00  |
| 9.  | Я — Твой DJ (Ya — Tvoy DJ)            | 3:59  |
| 10. | Как прекрасен мир (Kak prekrasen mir) | 3:17  |

## Musiciens
- Guitare basse : Vyacheslav Molchanov